# Hausbesuche
Hausbesuche ist eine US-amerikanische Filmkomödie von Regisseur Howard Zieff aus dem Jahr 1978 mit Walter Matthau als Hauptdarsteller.

## Handlung
Als der Chirurg Charley Nichols von seinem dreimonatigen Hawaii-Urlaub, den er nach dem Tod seiner Frau eingelegt hat, zurückkehrt, erkennen ihn seine Kollegen nicht wieder. Er hat sich im Urlaub einen Vollbart wachsen lassen und zudem den Entschluss gefasst, nun sein Liebesleben so richtig zu genießen.
Fortan lässt er keine Gelegenheit zu einer zwanglosen Affäre aus. Als die attraktive Ann Atkinson nach einem Unfall in sein Krankenhaus eingeliefert wird, verhilft ihr Charley durch sein Eingreifen zu einer raschen Genesung, obwohl sie eigentlich nicht seine Patientin ist.
Bei Aufnahmen zu einer Fernsehshow über den Arztberuf treffen sich Charley und Ann zufällig wieder. Trotz so mancher Differenzen fühlen sie sich zueinander hingezogen und es dauert nicht lange, bis Charley auch bei Ann sein Glück versucht.

## Kritik
„Amüsante Komödie in der Tradition der Screwball-Komödien mit teilweise boshafter Kritik an Ärzten und Krankenhäusern. Bestechend vor allem die Leistungen der Hauptdarsteller.“